# 사라 말라쿨 레인

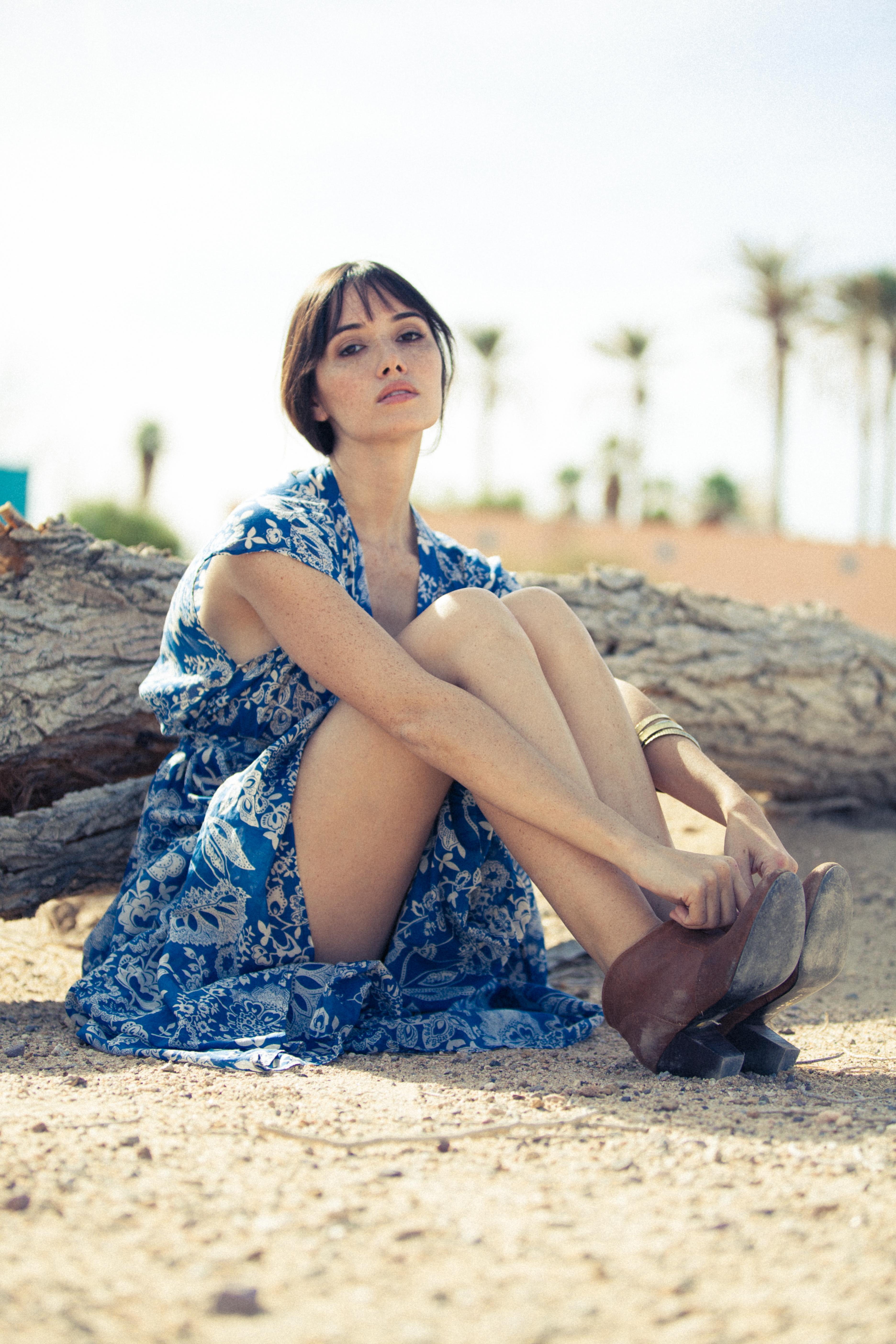
사라 말라쿨 레인

사라 말라쿨 레인(태국어: ซาร่า มาลากุล เลน, 1983년 2월 1일 ~ )은 태국 출신의 미국 배우, 모델이다.

## 출연 작품
- 킥복서 더 레전드 (2018년) - 리우 역
- 데스 풀 (2016년)
- 쇼트웨이브 (2016년)
- 비욘드 더 게이츠 (2016년)
- 킥복서 리턴즈 (2016년)
- 퍼니셔스 (2015년)
- 좀비 서바이벌 가이드 (2015)
- 위싱 포 어 드림 (2015년)
- 버디 허친스 (2015년) - 에블린 역
- 썬 초크 (2015년)
- 쥬라기헌터 (2015년)
- 감옥정사 (2014년)
- 래기디 앤 (2013년)
- 넥스트 투모로우2 (2013년) - 태린 포스터 역
- 엑소시즘 2017 (2012년) - 베로니카 역
- 더 웨이샤워 (2011년) - 메이렌 역
- 샤크토퍼스 (2010년)
- 덤버 히어로스 (2005년)